# Gouffre de Proumeyssac
Le gouffre de Proumeyssac est une cavité naturelle de la commune d'Audrix, en Périgord noir, dans le département de la Dordogne, en région Nouvelle-Aquitaine. Elle est ouverte à la visite.

## Spéléométrie
Le développement de la cavité est faible, car le gouffre est principalement constitué d'une grande salle. En revanche, le gouffre accuse une profondeur de 42 m.

## Géologie
La grotte s'ouvre dans les calcaires détritiques jaunes du Maastrichtien (Crétacé). 

## Description
Le gouffre de Proumeyssac est exploré en 1907 par Gabriel Galou. Au XVIIIe siècle, il existait un trou dans la terre, d'où sortait une vapeur qu'on pensait être la fumée d'un volcan. Une légende racontait que ce trou était la demeure du diable (à cause de la supposée fumée), ce qui peut expliquer que de nombreux cadavres humains ou animaux y aient été déposés.
Le gouffre de Proumeyssac, composé de diverses galeries, est appelé la « cathédrale de cristal ». On y trouve des stalactites, des monolithes et des stalagmites. Une particularité de ce gouffre est sa fontaine pétrifiante qui, en un an, transforme de simples poteries artisanales en objets calcaires brillants, commercialisés. Son autre particularité est la présence de cristaux triangulaires, concrétions rares en France puisque seules trois grottes de l'hexagone en sont pourvues.

## Tourisme
Parmi les sites naturels de la région Nouvelle-Aquitaine, le site se classe cinquième quant à la fréquentation touristique en 2018 avec 131 036 visiteurs.
En 2022, le gouffre a attiré 158 000 visiteurs, ce qui en fait le sixième site touristique du département.

## Tournages cinématographiques
Après avoir servi en 1969 de lieu de tournage d'une scène du film Le Boucher de Claude Chabrol, le gouffre sert de toile de fond en 2017 à deux scènes du film Les Fauves de Vincent Mariette.

## Galerie

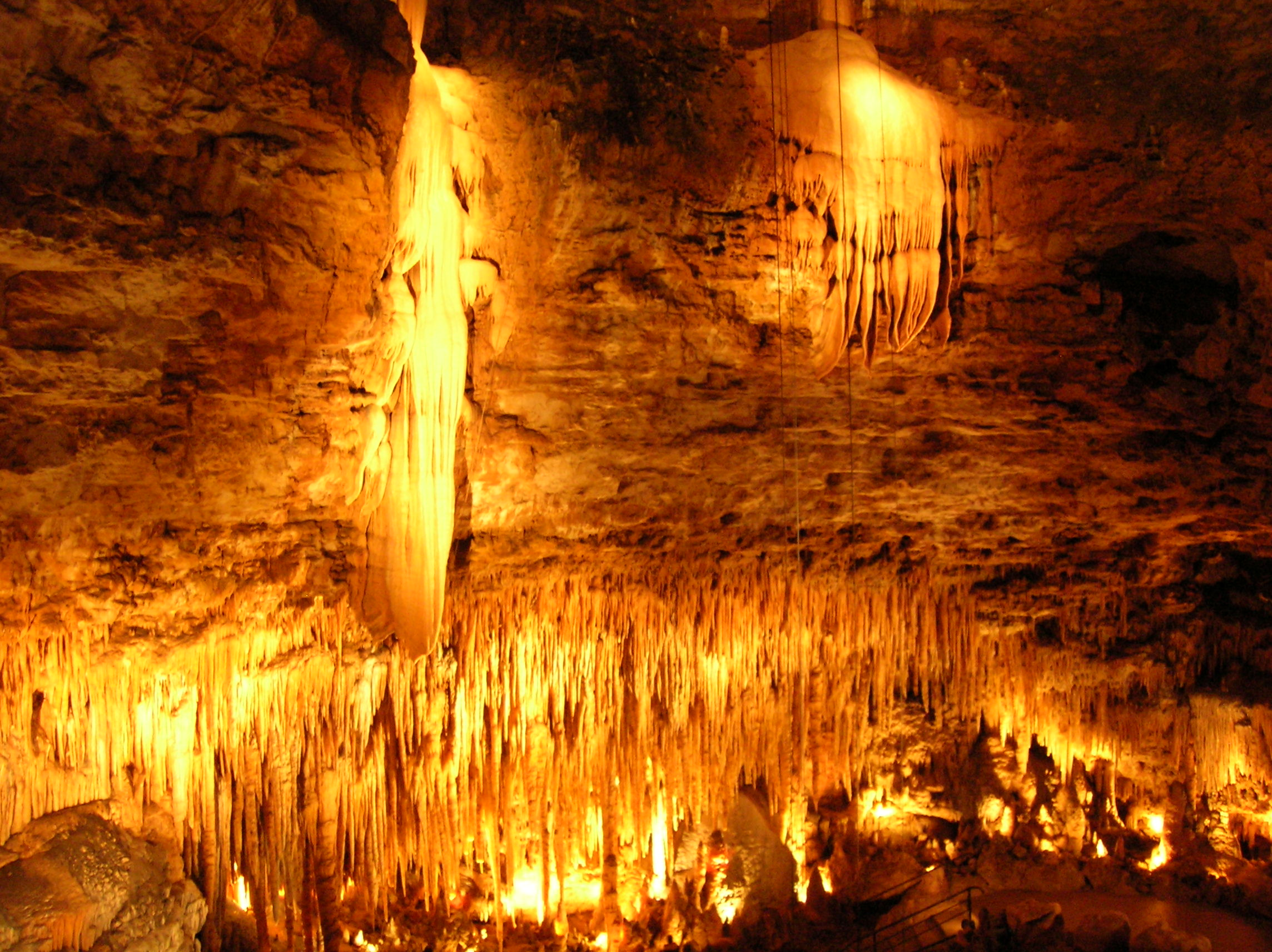
Vue d'ensemble du gouffre.
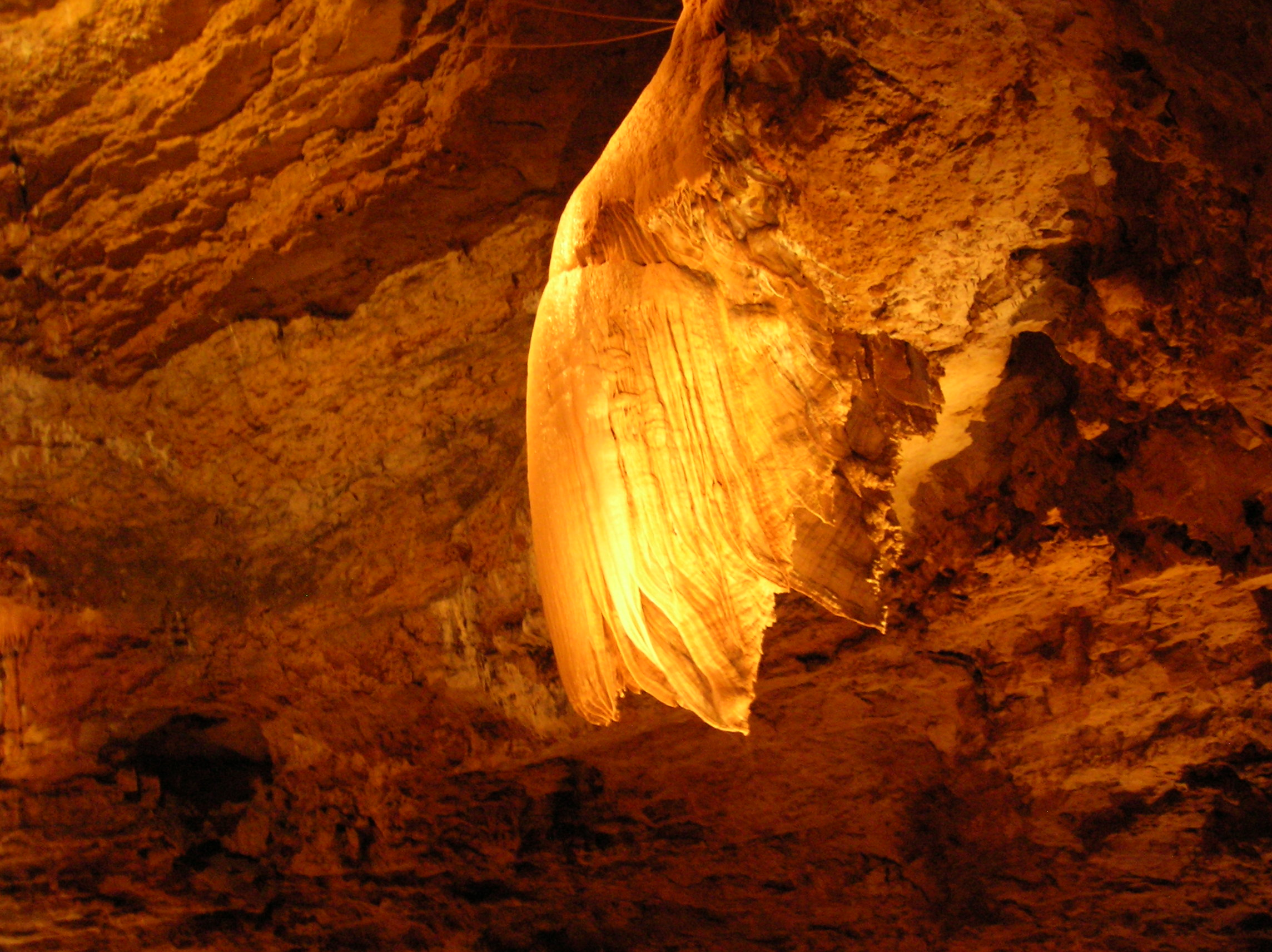
La Méduse.
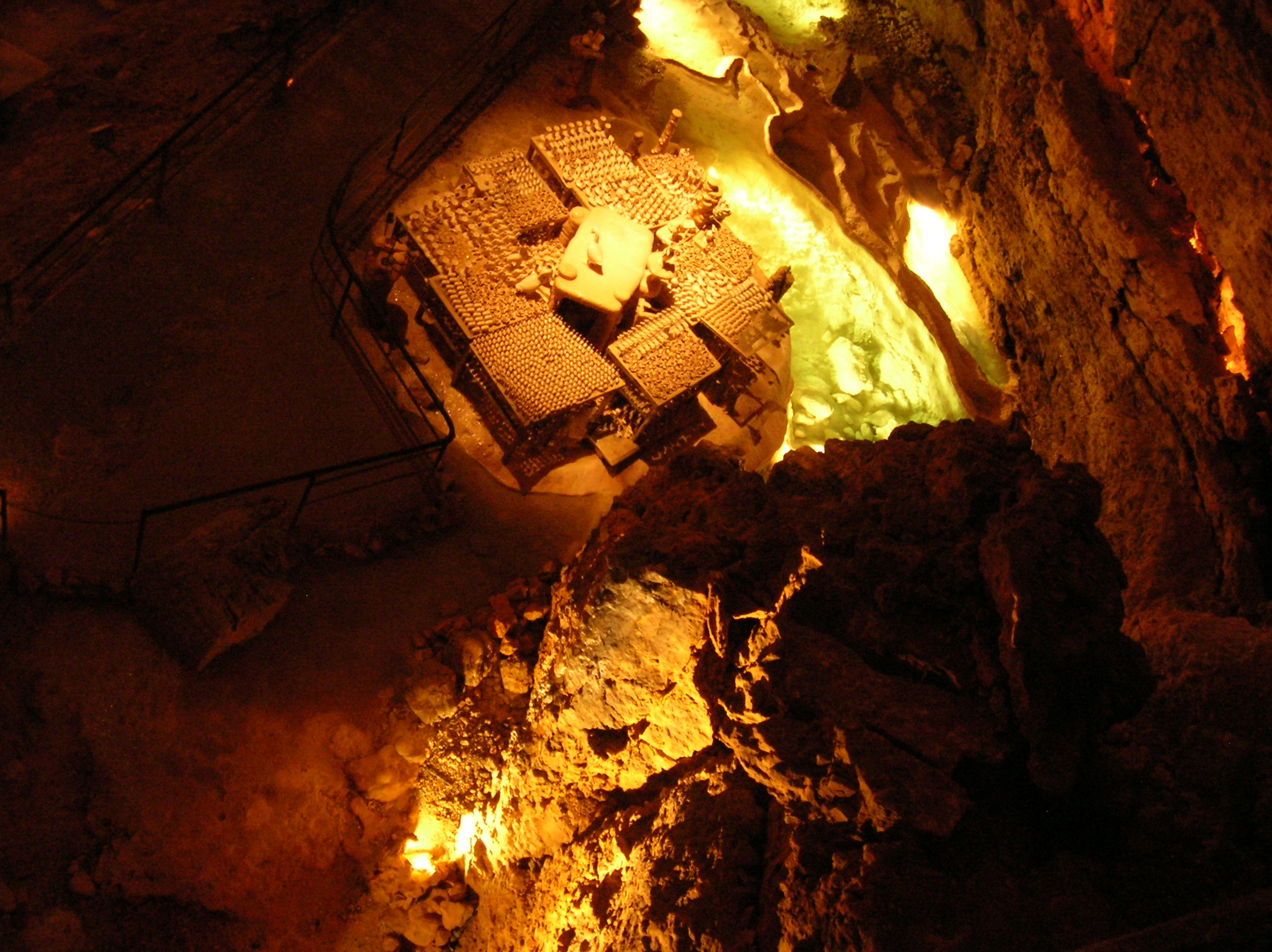
Table aux poteries, au fond du gouffre, sous les fontaines pétrifiantes.
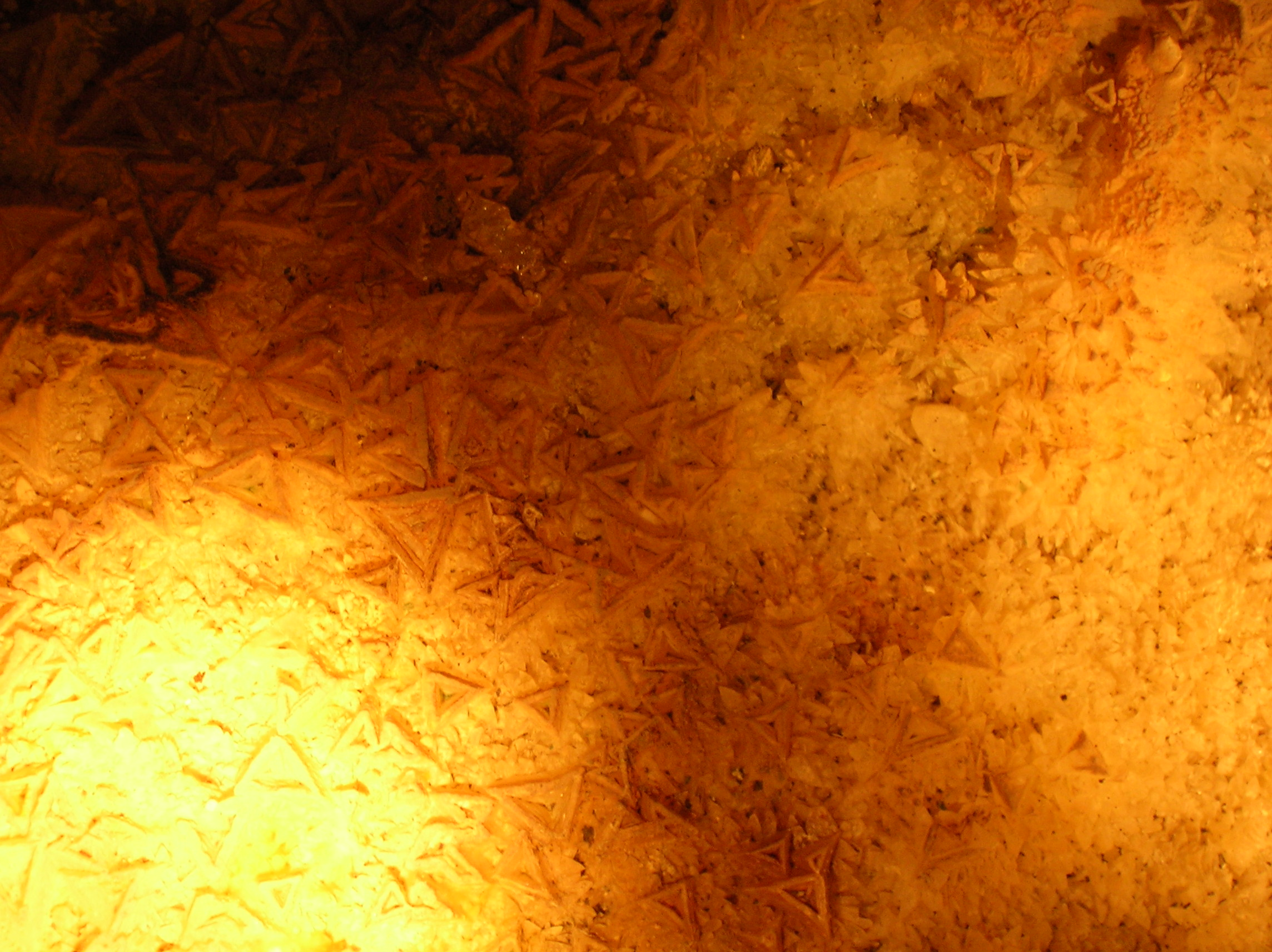
Concrétions triangulaires.